# 제1회 부천국제애니메이션페스티벌
제1회 부천국제애니메이션페스티벌은 1999년 4월 10일에 열린 시상식이다.

## 수상 및 후보

### 본상- GRAND Prize
- 거북이 - 박재웅 수상

### 본상- TREND Prize
- 엄마와 성당에 - 류정우 수상

### 본상- VISION Prize
- 첫 눈이 오면 - 세종대학교 영상만화학과 애니메이션 동아리 <무쌍> 수상

### 특별상-우수상
- WIPER - 공영석 수상

### 특별상-아이디어 상
- WIPER - 공영석 수상
- 멍구가 밤마다 하늘을 나는 이유 - 김준남 외2명 수상

### 특별상-캐릭터 상
- 멍구가 밤마다 하늘을 나는 이유 - 김준남 외2명 수상